# Armando Andrade
Armando Andrade foi um advogado e político brasileiro.

## Biografia
Formou-se pela Faculdade de Direito de Osasco.
Foi vereador em Taboão da Serra de 1 de fevereiro de 1973 a 31 de janeiro de 1977, tendo exercido a presidência da edilidade em seus dois últimos anos.
Foi prefeito da cidade de Taboão da Serra durante dois mandatos, o primeiro entre 1977 e 1981 (eleito pela Arena devido à regra vigente da somatória de votos para o partido), e depois entre os anos de 1989 e 1992 (pelo PTB, com uma margem de cerca de 1000 votos para o segundo colocado Paulo Silas).

### Primeiro mandato como Prefeito
Elegeu-se prefeito da cidade em 1976, assumindo seu cargo em 1 de fevereiro da 1977, quando tinha 36 anos de idade, exercendo-o até 14 de maio de 1982, afastando-se de seu cargo para ser candidato a deputado federal, não conseguindo êxito.

### Segundo mandato como Prefeito
Em 1988 elegeu-se novamente prefeito, passando a exercer seu cargo a partir de 1 de janeiro de 1989 até 31 de dezembro de 1992.
Obras
Construiu o teatro municipal denominado CEMUR, criou os ensinos municipais infantil e a Guarda Civil Municipal. Construiu o Estádio Municipal de Futebol, o prédio do Fórum, a praça Luiz Gonzaga, os prontos-socorros, Antena, Santo Onofre .e Akira Tada, existentes até hoje, o Parque das Hortênsias. Av.. Ibirama, Escola Municipal de 2º Grau Profissionalizante Rui Barbosa, Ginásio Municipal de esportes Ayrton Sena,  além de criar as linhas de ônibus circulares e ampliar as intermunicipais.

## Falecimento
Faleceu no dia 23 de março de 2013, aos 73 anos, no Hospital Albert Einstein, em São Paulo, vítima de câncer.